# Ooster- en Westerkade
De Ooster- en Westerkade zijn twee straten langs het noordelijkste deel van de Vaartsche Rijn in respectievelijk de Watervogelbuurt en Bleekstraat en omgeving van de Nederlandse stad Utrecht.
Het kanaal werd aangelegd in de eerste helft van de 12de eeuw. In de middeleeuwen waren er pottenbakkers gevestigd aan de Oosterkade. Rond 1400 werd het gerecht Tolsteeg versterkt met vijf poorten. Op de Oosterkade werd ter hoogte van de huidige Brugsteeg de Rijnpoort gebouwd en op de Westerkade de Galgpoort. Deze bruggen waren door een afsluitbare brug over het water verbonden.
In de negentiende eeuw werden langs de Ooster- en Westerkade stegen en sloppen aangelegd. Bij de Oosterkade bestaat nog de Brugsteeg. De Stijfsel-, Lakmoes- en Wijdesteeg zijn verdwenen, de Keisteeg heet sinds 1938 Wulpstraat. Aan de kant van de Westerkade bestaan de Kroonsteeg en de thans afgesloten Laddersteeg en Singelsteeg nog.
Rond 1930 werd het schuine talud van de Oosterkade vervangen door een steile kade. Ten zuiden van de beide kades is tussen 2010 en 2015 het Station Utrecht Vaartsche Rijn aangelegd. In het noorden zijn beide kades met elkaar verbonden via de Vaartscherijnbrug.

## De tram
Over de Westerkade reed jarenlang de tram naar Vreeswijk. Nadat de tram aanvankelijk over de Catharijnesingel naar het Centraal Station reed, werd de lijn in 1905 ingekort; de Westerkade was vanaf nu het beginpunt van de lijn. Reizigers konden hier overstappen op de tramlijnen 1 en 3 van de gemeentetram Utrecht.
Pogingen van de gemeente om de tram van de Westerkade te verwijderen, mislukten herhaaldelijk. De gemeente zag liever de tram naar het Maasplein rijden, vanwaar de reizigers over konden stappen op lijn 5. De exploitant vreesde voor een achteruitgang in het aantal reizigers, en hield vast aan het vertrek vanaf de Westerkade.
Het toenemende verkeer op de Westerkade en de tram zaten elkaar herhaaldelijk in de weg; de tram reed op enkelspoor, wat betekende dat de tram in de richting van Vreeswijk aan de linkerkant van de weg reed. Op de smalle Westerkade zorgde dat voor ingewikkelde situaties. Uiteindelijk kwam het trambedrijf met de gemeente overeen dat met "uiterste voorzichtigheid"  over de Westerkade gereden zou worden.
De gemeente gaf niet op, en in 1928 werd overeenstemming bereikt over het beëindigen van de tramdienst. De tram reed op 1 januari 1929 voor het laatst.

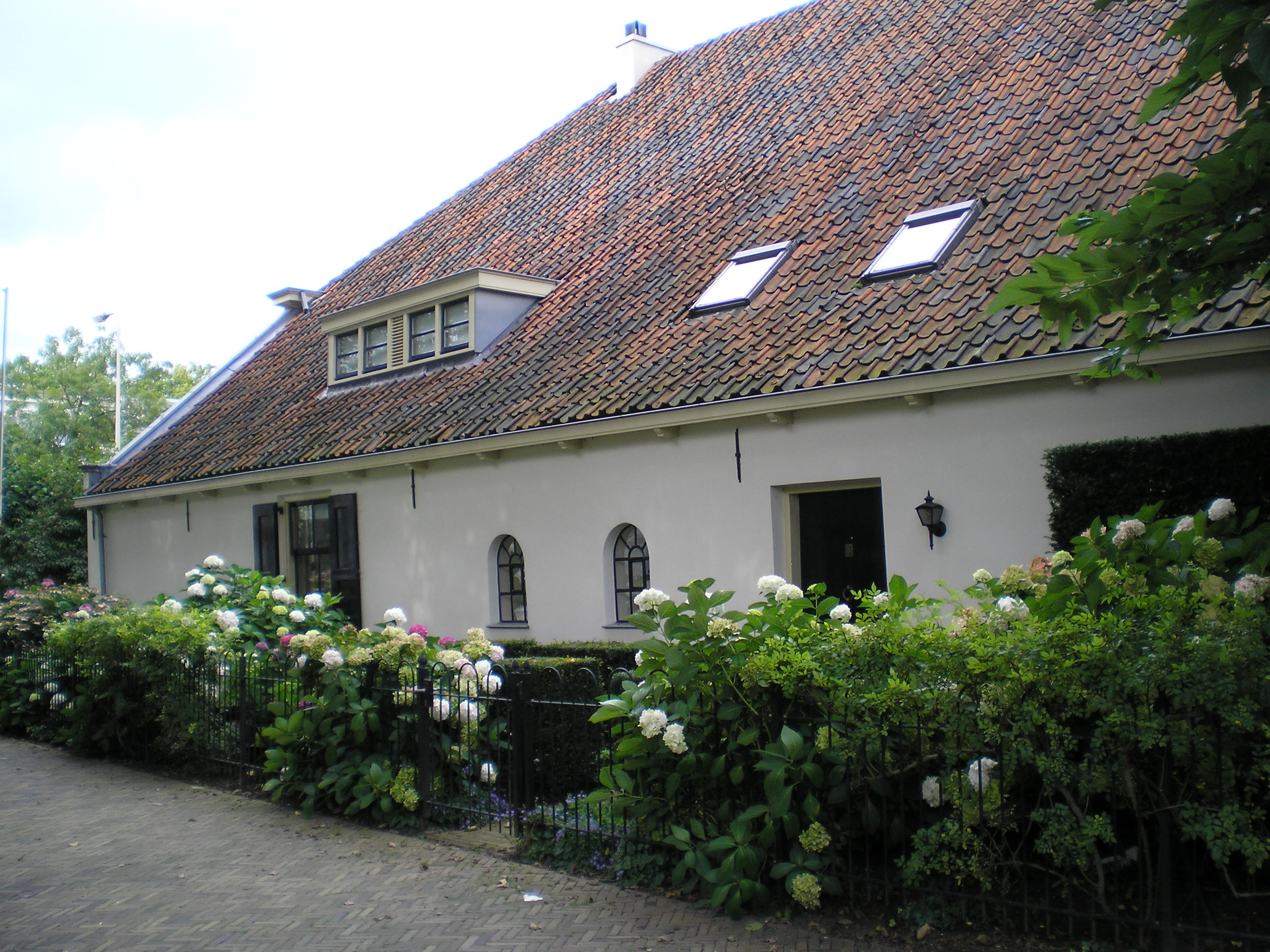
Rijksmonumentale boerderij aan de Oosterkade
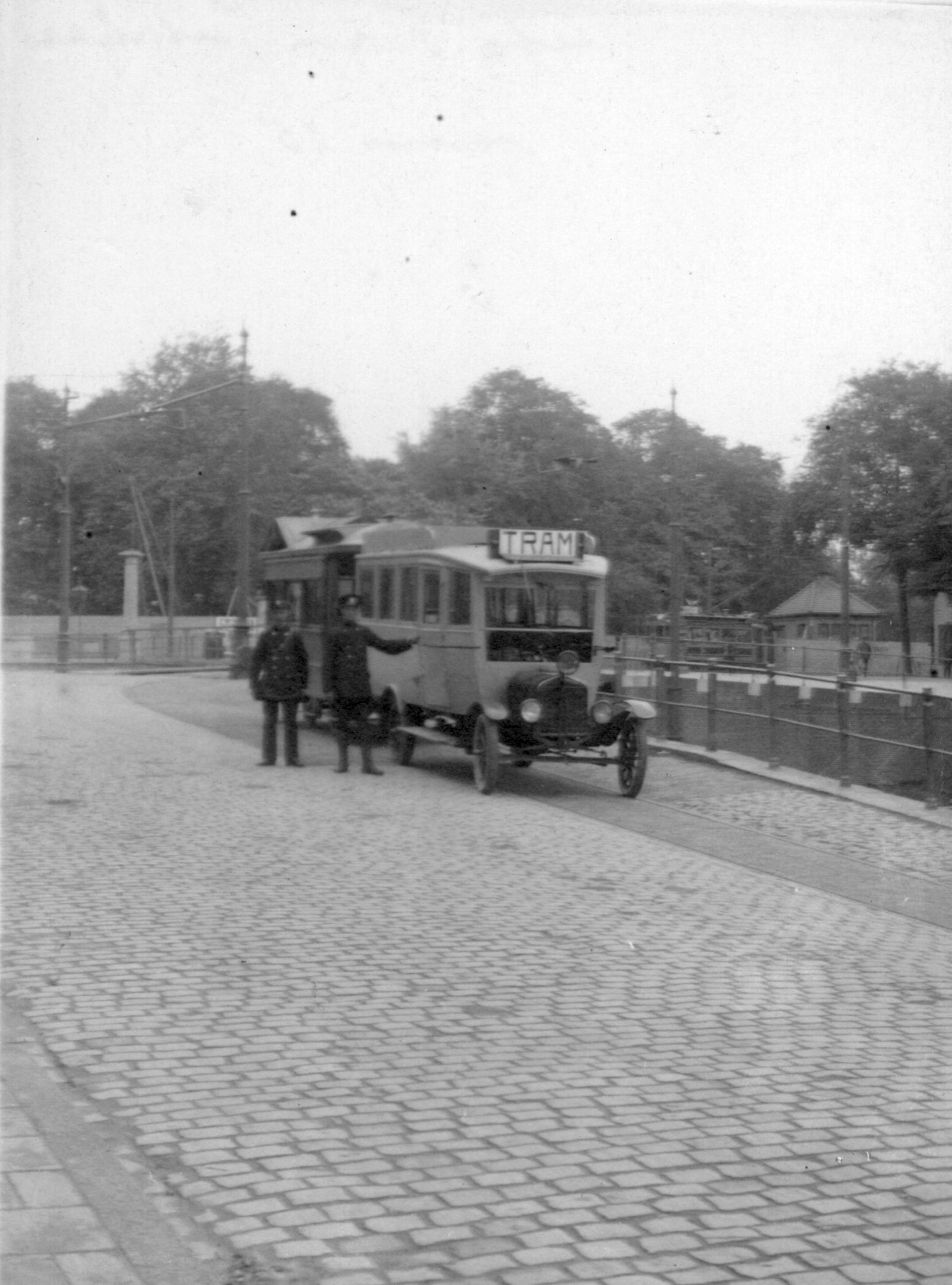
De tram naar Vreeswijk staat gereed voor vertrek, 1925